# Football Club flérien
Maillots
Le Football Club flérien est un club français de football, fondé en 1904, basé dans la ville de Flers, située dans le département de l'Orne (Normandie).
Pour la saison 2024-2025, l'équipe fanion est engagée au niveau national en National 3.
L'équipe féminine et les équipes réserves masculines évoluent au sein de la Ligue de Normandie, respectivement en Régional 1 féminine et en Régional 3.
La deuxième réserve masculine évolue en Départemental 1 au sein du District de l'Orne.

## Historique

### Création et premières années du club (1904-1945)
En février 1904, à l’initiative de MM. Duguey, Cardon, Pernelle et Caillot, est créée la première association sportive de Flers, l'Union sportive flérienne. Elle regroupe quatre sections principales et plusieurs disciplines, dont le football. La première rencontre, relatée par le Courrier de Flers a lieu le 27 mars, sur l’ancien champ de foire. Elle oppose l’USF et l’Union sportive condéenne.
En 1912, le club dispute son premier championnat officiel sous l'égide de l’USFSA. L'équipe débute en deuxième série, le deuxième niveau régional, avant d’accéder en 1914 en première série, devenue ensuite la Division d'honneur.
En 1918, l’USF change de nom et devient le Sporting Athlétic flérien. Et c’est sous cette appellation qu’a lieu le premier événement de l’histoire du club. En effet, en 1922, le club rate l’accession en championnat de France, battue par Brest (0-0 en Bretagne et 0-2 à Flers).
En 1928, le SAF reprend son ancien nom. Quatre ans plus tard, l’USF devient championne de Basse-Normandie de deuxième division et rejoint l’élite régionale avec l’Olympique bas-normand (futur AS Cherbourg), le Stade saint-lois (futur FC Saint-lô), Vire (futur AF Virois), l'AS Valognes et le SU Dives.
Lors de la saison 1938-1939, le club élimine le Stade lavallois (3-3 à Flers puis 3-1 à Laval) en Coupe de France, mais perd, par la suite, face au Stade français. Lors de la saison 1944-45, l’USF accède à la Division d’honneur de Normandie avec le Stade Malherbe de Caen, l'Union sportive normande, le FC Saint-Lô et l'AS Trouville-Deauville. C’est cette dernière équipe qui élimine l'US Flers en 64e de finale de la coupe de France.

### Montées et descentes au niveau régional (1945-1980)
Le nombre de licenciés augmente après la Seconde Guerre mondiale, 200 sont ainsi enregistrés en 1950. Cette augmentation rend nécessaire la réalisation de travaux sur l'unique terrain, contigu à l'étang du château. Le 9 septembre 1956, le parc des sports de Flers est inauguré par Guy Mollet, alors président du Conseil.
L’USF évolue de nombreuses années en Promotion d’Honneur de Normandie avant de descendre en 1re division et de connaître le purgatoire durant deux saisons (53-54 et 54-55). Sous l’impulsion de Raoul Diagne, dix-huit fois sélectionné en équipe de France, l'USF retrouve à nouveau la Promotion d'Honneur. Après six saisons passées en PH, l’USF rejoint l’élite régionale à l’issue de la saison 1960-1961.
Elle va rester cinq ans en DH-Normandie. C’est au cours de ces années que de prestigieuses équipes professionnelles viennent disputer des matchs de gala à Flers : le Stade de Reims notamment le 8 mars 1964 avec Raymond Kopa, mais également, Roger Piantoni, et cela, devant 3 000 spectateurs, ainsi que le maire d'alors : Georges Vallée.
Le club flérien redescend en PH à l’issue de la saison 1965-66. Ce n’est qu’en 1974 que l'US Flers de Jacques Gautier accède à la DHR de Normandie. Quatre ans plus tard, sous l’impulsion d’Alain Jublan, c’est le retour en DH de Normandie. Ce retour au plus haut niveau régional ne va pas durer. L’USF connaît deux descentes successives passant de la DH à la DHR de Basse-Normandie (car, fin juin 1979, naît la ligue de Basse-Normandie, regroupant les districts du Calvados, de la Manche et de l'Orne).

### Stabilisation du club au plus haut niveau régional (1985-2017)
Sous la conduite d'Étienne Plessis, l'équipe réalise en 1985 le doublé coupe-championnat. Champions de DHR groupe ouest et vainqueur de la Coupe de Basse-Normandie (victoire 1-0 sur l'ASPTT Caen). En 1987, ils remportent pour la deuxième fois la Coupe de Basse-Normandie (victoire 2-1 aux dépens de Condé Sports). En fait, cette coupe avait déjà été remportée en 1964 par l’équipe réserve de Flers.
En 1989, la section football de l’Union Sportive Flérienne devient indépendante et prend alors le titre de Football Club Flérien. C’est sous la présidence de Jean-Pierre Grisanti que le FC Flers, entraîné par Philippe Fourrier, nommé en 1992, accède au niveau national à l’issue de la saison 1993-1994. Douzième et premier relégable de Nationale 3, le club redescend en fin de saison en Division d'honneur.
Le retour au niveau national se fait en 1997 avec l’accession en CFA2, nouveau nom de la Nationale 3. L'équipe remporte le titre en Division d'honneur avec deux points d'avance sur la réserve de l'USO Mondeville, elle ne concède que deux défaites durant la saison. Le FC Flers y reste pendant six années consécutives. Au cours de la saison 1999-2000, le FC Flers atteint le 8e tour de la Coupe de France (défaite contre le Stade brestois 29). Cette année-là est également celle de l’inauguration de l’éclairage du stade du Hazé (victoire 1-0 contre la réserve du Football Club de Nantes). Au niveau présidentiel, la succession est assurée, c’est une tradition au sein de l’association, par un ancien du club : Alain Jublan. C’est enfin la montée de la 1B en DH.
Le club comptant 400 licenciés évolue par la suite en DH avec à sa tête Deen Touré nommé en 2003. L’équipe première termine troisième, à une victoire de la place de barragiste. À ce moment-là, l’équipe 1B évolue en D.S.R.
L’équipe n’est pourtant pas passée loin lors de la saison 2007-2008 avec une défaite lors du premier tour des barrages. La consolation pour les 550 licenciés du club aura été de voir son équipe s’imposer en finale de la Coupe de Basse-Normandie, au Stade Michel-d'Ornano, face à l’équipe de l’Union sportive alençonnaise 61(pensionnaire de CFA2).
La saison 2010-2011 se traduit par le record français de l'année à ce niveau, l'équipe fanion du club termine en tête de son championnat avec un bilan très flatteur de 91 points sur 104 possibles, soit : 20 victoires, 5 matchs nuls pour une seule défaite (78 buts marqués / 18 buts encaissés). le FC Flers remporte donc en mai 2011 le championnat de Division d'Honneur et accède au championnat de CFA2, huit ans après l'avoir quitté. Au terme de cette saison, l'entraîneur Deen Touré, nommé conseiller technique départemental du Calvados, est remplacé par l'ancien professionnel Thierry Moreau.
En fin de saison de CFA2 2011-2012, le FC Flers redescend en championnat de Division d'Honneur de Basse-Normandie, un an après l'avoir quitté. Au terme du championnat de Division d'Honneur 2012-2013, le FC Flers s'impose contre l'ASPTT Caen (3-1). Un succès qui permet aux Flériens de se maintenir en Division d’Honneur. Thierry Moreau quitte alors le club.
En 2013-2014, la saison débute par une nouveauté, en effet, pour la première fois de son histoire, le club est dirigé par trois co-présidents (Christian Cases, David Lottin et Stéphane Mercier) en misant sur une division des responsabilités pour une multiplication des idées. L'arrivée d'un jeune entraîneur général, en la personne de Mickael Derouet, apporte une nouvelle dynamique et permet de retrouver une certaine sérénité sportive après deux saisons compliquées ayant suivi la montée en CFA2, le club réalise une bonne saison, aussi bien en séniors hommes, qu'en séniors féminines, à la suite d'une solide deuxième partie de saison pour les premiers, et une saison très honorable pour les féminines, surtout en championnat interrégional dans un groupe de bonne facture, ainsi qu'un parcours jusqu'aux 32e de finale de Coupe de France féminine.
La saison 2014-2015 s'annonce dans la continuité et la confirmation de la précédente, en s'engageant dans une politique sportive axée en particulier sur la formation. Les séniors hommes terminent  à la 6e place en championnat et s'inclinent en finale de Coupe de Basse-Normandie face au Bayeux FC. Les féminines quant à elles terminent à la 4e place en championnat et remportent la finale de coupe de l'Orne pour leur première participation.
Saison 2015-2016 : Mickael Derouet quitte le club avant le terme d'une saison très terne pour l'équipe fanion, reprise par un duo d'anciens ayant pour objectif de maintenir le F.C Flers en DH-Basse-Normandie.
Les féminines sont en progrès, le Championnat Interligue Maine-Normand se conclut sur le podium, en ce qui concerne les coupes : bilan mitigé.

Pour la saison 2016-2017 :
Les coupes régionales, aussi bien pour l'équipe masculine que pour l'équipe féminine, sont des échecs.
Le nouvel entraîneur, A.Husson, termine à la tête de l'équipe première masculine du club lors de l'ultime championnat de Division d'Honneur de Basse-Normandie dans une triste deuxième partie de tableau (10e).
Les féminines enregistrent leur meilleur parcours en Coupe de France féminine en s'inclinant face à Tours FC en 16e de finale.
Concernant le dernier Championnat Interligue Maine-Normand, il se termine par une 3e place prometteuse avec une équipe très jeune et à sa tête un nouvel homme fort venu du Mans (T. Campion).
En juin 2017, le club obtient officiellement le "Label Jeunes Elite" (projets associatif, sportif, éducatif, l'encadrement et la formation) délivré par la fédération française de football en compagnie de 8 autres clubs normands.

### Section féminines (depuis 2003)
- 2003 : Création de la section féminine du F.C Flers[15].
- Septembre 2010 (14 ans): Première participation au Championnat de DH féminine Basse-Normandie.
- 2011 : Première participation au Championnat Interrégional Féminin.
- 2012 : Première participation au 1er tour fédéral de Coupe de France de football féminin.
- 2013 : Le FC Flers a fêté les 10 ans d’existence de sa section féminine autour de deux rencontres et d’un rassemblement de jeunes joueuses bas-normandes.

La tribune du stade du Hazé a affiché complet pour le match de gala entre les équipes seniors filles de l'En Avant de Guingamp et du Mans F.C. Le rendez-vous était combiné au rassemblement annuel du football féminin bas-normand qui a assuré une grande partie de l’affluence dans les gradins.
Le plateau régional a en effet réuni 160 joueuses âgées de 6 à 13 ans (dont une trentaine de non licenciées), venues « essentiellement de l’Orne et du Calvados ».
Le FC Flers recherche des joueuses qui voudrait adhérer au nouveau projet proposé.
L’objectif, de l'équipe première, lors de la saison 2013-2014 est « d'accéder au tournoi Interrégion qui détermine ensuite les clubs pouvant accéder en Division 2 ».
L'accession, un objectif que les entraîneurs ont fixé à cinq ans.
Depuis plusieurs années, les écoles féminines de football fleurissent sur tout le territoire. En 2011, avec la contribution du partenaire Carrefour, très impliqué dans le développement de la pratique féminine, la FFF a décidé d’encourager le processus en créant un label spécifique avec des critères accessibles mais rigoureux, axés sur la quantité de l’effectif et surtout la qualité de l’accueil des jeunes filles.
La saison 2012-2013 a été assez prolifique puisque la FFF a enregistré une progression de 50 %. Le Bureau Exécutif de la Ligue du Football Amateur (LFA) a validé la labellisation de 159 clubs, la bonne image véhiculée par le  football féminin d’élite est la base de cette belle évolution.
S’y ajoute le regard nouveau des acteurs du football vis-à-vis de la pratique féminine, comme en témoigne l’augmentation des clubs qui ont organisé des journées "portes ouvertes" lors de la semaine du football féminin.
Remise du label école de foot féminin.
- 2014 : Première participation aux 32es de finale de Coupe de France féminine.

Première victoire pour le club dans le championnat Inter-Région.
Remise du label école de foot féminin pour la deuxième année consécutive.
Qualification pour la finale MOZAIC FOOT CHALLENGE 2013-2014 :
Pendant deux jours, les équipes les plus offensives de France se sont donné rendez-vous à Clairefontaine, pour la finale du Crédit Agricole Mozaïc Foot Challenge.
Les féminines de l'ESM Gonfreville s'imposent dans leur catégorie. Le FC Flers a également été mis à l'honneur avec le prix du fair play, ce qui a permis à sa capitaine de remporter un superbe voyage pour assister au match des Bleus face à l'Équateur au mythique stade Maracana lors de la Coupe du monde.
Première participation au Championnat Interligue Maine-Normand (Regroupement de la DH féminine du Maine et de la DH féminine Basse-Normandie).
Première participation de l'équipe réserve féminine au championnat de PH féminine Basse-Normandie.
- 2015 : Première participation à la Coupe de Basse-Normandie féminines.

Première participation à la Coupe de l'Orne féminines, et première victoire en finale pour le club.
- 2016 : Victoire en finale de Coupe de Basse-Normandie futsal féminines.

Deuxième participation à la Coupe de l'Orne féminines, et deuxième victoire en finale pour le club.
- 2017 : Année marquée par une première participation aux 16es de finale de Coupe de France féminine.

Les flériennes s'y sont faites éliminer sur le terrain d'un ancien pensionnaire de D2, Tours FC.
Première participation au nouveau championnat crée à la suite de la fusion des ligues de Haute et Basse-Normandie : Régional 1 féminine
- 2018 : Première participation à la Coupe de Normandie féminines (élimination en 8es de finale).

Victoire en finale de Coupe de Normandie futsal féminines, ainsi qu'en finale de Coupe de l'Orne futsal féminines.
Victoire en finale de Coupe de l'Orne féminines.
- 2019 : Quatrième victoire sur cinq finales jouées en Coupe de l'Orne féminines.

- 2022 : Relégation de l'équipe féminine en Régional 2.

- 2023 : Championnes de Régional 2, un an après avoir quitté le plus haut niveau régional, le FC Flers féminin retrouve le Régional 1 pour la saison 2023-2024.

### Fusion des Ligues normandes (depuis 2017)
Nouveaux championnats pour la saison 2017-2018, avec un nouvel entraîneur pour les féminines qui intègrent le championnat de Régional 1 féminine.
A. Husson continue son travail avec l'équipe première séniors hommes dans l'un des deux groupes de Régional 1.
Saison 2017-2018 : 3 finales de coupes jouées et 3 finales gagnées pour les féminines (futsal Normandie, futsal Orne et Coupe de l'Orne).

Retour à la tête des séniors féminines, en début de saison 2018-2019, en Régional 1, de Ludovic Poisson.

En 2019, l'équipe fanion hommes arrête son parcours de Coupe de Normandie en 1/2 finale, et clôt son championnat par une victoire lui permettant de terminer à la cinquième place.
Les féminines finissent dans la deuxième partie de tableau de Régional 1 lors de la saison 2018-2019, et se font sortir en quart de finale de Coupe de Normandie, elles remportent à nouveau la Coupe de l'Orne féminine.
Pour la saison 2019-2020, les hommes d'Antoine Husson sont sortis de la Coupe de France de football au 4e tour, les féminines changent d'entraîneur, atteignent le 2e tour de Coupe de France de football féminin et sont éliminées dès le 1er tour en Coupe de Normandie. Julien Quilgars est nommé entraîneur lors de la deuxième partie de la saison.
En fin d'année 2019, l'apparition d'une pandémie mondiale (pandémie relative au COVID-19), la maladie à coronavirus « COVID-19 », a engendré le confinement de la population. En Europe, le sport n'a pas échappé aux conséquences de cette maladie et les compétitions ont donc été interrompues,,, et entérinées,, ,,.
C'est durant cette période que le comité directeur du club a pris la décision de se séparer de l'entraîneur de l'équipe première,, ainsi que le remplacement de l'entraîneur de l'équipe réserve,.
Des suites de cette pandémie, les compétitions sont suspendues, le 12 mars 2020, par la Fédération Française de Football, et, définitivement arrêtées le 16 avril 2020. La fixation des classements a été faite selon le quotient nombre de points obtenus / nombre de matchs joués.
Les titres de champion(ne)s pour la saison 2019-2020 n'ont pas été attribués, toutefois, les clubs en tête des championnats disputés par les équipes fanions du club, par le biais de ce quotient, et donc promus étaient les suivants :
Régional 1 (grpe A)Bayeux FC et SU Dives-Cabourg.
Régional 1 FémininÉvreux FC 27,.
Tony Rouillon, nouvel entraîneur du groupe séniors hommes, est nommé, à partir de la saison 2020-2021,.
Coupe de France 2020-2021 : Exploit face à l'US Granville (N2) puis abandon contraint face au FC Rouen 1899 (N2),.
Julien Quilgars continue dans sa fonction d'entraîneur des séniors féminines en 2020-2021.
Antoine Giner succède à Julien Quilgars à la tête des séniors féminines lors de la saison 2021-2022, qui se traduit par une descente en Régional 2 féminine.
Le même binôme (Tony Rouillon - Samuel Aubry) est reconduit à la tête des séniors hommes, qui finissent la saison 2021-2022 sur le podium.
La saison 2022-2023 se traduit par une double montée : les féminines retrouvent le plus haut niveau régional (Régional 1 féminine) avec une remontée immédiate, le groupe masculin quant à lui accède à nouveau, 12 ans après, au plus bas niveau national (National 3).
À la suite de deux années consécutives au niveau national, la saison 2024-2025 se solde par la descente de l'équipe première du club et donc d'un retour au sein de l'élite régionale.
Pour la saison suivante, un nouvel entraîneur est mis en place, Franck Dechaume prend la suite du duo Rouillon-Aubry.

### Le niveau national
La section féminine n'a jamais évoluée dans un championnat au niveau national.

Ancien logo du CFA 2

La section masculine fut présente à ce niveau à la fin des années 1990 et au tout début des années 2000, en enchaînant 7 saisons dans le championnat appelé à ce moment-là le Championnat de France Amateur 2 (CFA2).
Une 8e saison eu lieu en 2011-2012, qui se traduit par une descente immédiate.

Nouveau logo depuis 2017

Depuis, le FC Flers a, à chaque début de saison, annoncé son objectif de revenir jouer à ce niveau, ce qui a enfin été réussi en juin 2023 et c'est donc lors de la saison 2023-2024, que le FC Flers se présente à nouveau dans un championnat de niveau national : le National 3 2023-2024, pour la 9e saison de son histoire, conclue par le maintien.
C'est donc au même niveau de compétition que les hommes du duo Rouillon/Aubry seront en compétition pour la 10e saison en National 3 2024-2025.
Relégation de l'équipe fanion du club en fin de saison.

### La Coupe de France
Le groupe sénior masculin du club connaît un plafond de verre en phase préliminaire et n'a jamais atteint la phase finale.
Le FC Flers s'est présenté plusieurs fois au 7e tour dans son histoire.
La meilleure performance est lors de la saison 1999-2000 et un 8e tour.

L'équipe fanion féminine, quant à elle, a atteint les 32e de finale lors de la saison  2013-2014, sortie par le club de VGA Saint-Maur.
La meilleure performance est réalisée lors de  la saison 2016-2017 et une élimination en 16e de finale par le 
Tours FC.
Depuis la fusion des ligues normandes en 2017, les féminines du club sortent de la compétition lors de la phase régionale.

### Équipes de jeunes
Les juniors remportent le championnat de Normandie et c’est le seul titre de Normandie de l’histoire du club.
Au cours de son histoire, des équipes de jeunes se sont illustrés en gagnant des titres régionaux ou en brillant en Coupe Gambardella. Lors de cette compétition nationale, les juniors se sont distingués en 1959, en 1970 (16e de finale perdu contre le Football Club Lorient à Laval), en 1973 et en 1986 (32e de finale). Les juniors ont gagné le championnat de Basse-Normandie en 1970, 1976, 1986, 1989. Ils ont remporté la coupe de Basse-Normandie en 1976. Ils ont aussi évolué en championnat national « moins de 17 ans ». Les juniors se distinguent au sein de la Coupe Gambardella en 1999 (32e de finale perdu contre l'US Créteil-Lusitanos).
Les cadets ont réalisé le doublé coupe-championnat de Basse-Normandie en 1984. Champions de Basse-Normandie en 1967, 1981, 1982. Eux aussi ont joué au niveau national.
- Champions de Basse-Normandie : poussins 1981.
- Coupe de Basse-Normandie : pupilles en 1986, minimes en 1988.
- Champions de Basse-Normandie : minimes 1991.
- Les cadets ont réalisé le doublé coupe-championnat de Basse-Normandie en 1992.

Le club organise le tournoi des métiers et le trophée Deb-Pouss.
Les U19, se sont bien comportés lors de la saison 2013-2014, aussi bien en championnat (1er en DHR) , qu'en Coupe Gambardella (1er tour fédéral), ou encore en coupe de Basse-Normandie (1/2 finale perdue face au Stade Malherbe de Caen).
En juin 2015, deux équipes de jeunes s'imposent en finale de Coupe de Basse-Normandie, il s'agit de l'équipe U17 face au Stade Malherbe de Caen, ainsi que l'équipe féminine U16 contre l'Avant-Garde Caennaise.
Un an plus tard, en mai 2016, l'équipe U17 accède au championnat national en finissant champions.
L'équipe féminine U16 s'impose à nouveau en finale de Coupe de Basse-Normandie, cette fois contre le FCF Condéen.
L'équipe masculine U18 s'impose de son côté aux pénalties face à l'US Avranches, également lors de la finale de Coupe de Basse-Normandie.
Relégation logique de l'équipe masculine U17 de National en 2017 un an après y avoir accédé.
En début d'année 2019, en U18F, le FC Flers s’est hissé à la première place après s’être adjugé la finale de Coupe de Normandie futsal face aux Havraises. Le Havre AC qui aura fait une performance en alignant 3 équipes féminines lors des finales régionales. Flers remportera une belle victoire 2 buts à 1.
Tout juste un an après, ce sont les joueuses de l'équipe U16F qui remportent la Coupe de l'Orne futsal. Leurs homologues U15 sont champions de Normandie futsal.
Fin de saison 2023-2024, défaite en finale de Coupe de Normandie de l'équipe U18 masculine sur le terrain d'honneur du stade du Hazé.
L'équipe réserve U18 remporte la Coupe de l'Orne en juin 2025, face à ESP Condé sur Sarthe.

### Visuels

Historique des logos du FC Flers
Depuis ? - 2019
Logo actuel depuis 2019

## Personnalités liées au club

### 'Anciens'

#### Bénévoles
M. Roger Hardy, décédé à l'âge de 89 ans en janvier 2018, surnommé le ministre de l'équipement (bénévolat) enregistrait 58 licences au sein du FC Flers.
M. Charles Ballon, décédé à l'âge de 85 ans en mai 2023, secrétariat-trésorerie (bénévolat) pendant près de 40 années.

#### Présidents
- MM. Duguey, Cardon, Pernelle, Caillot
- Jean-Marie Dubois
- Jean-Pierre Grisanti
- Alain Jublan[44]

- Stéphane Mercier
- Christian Cases

#### Joueurs

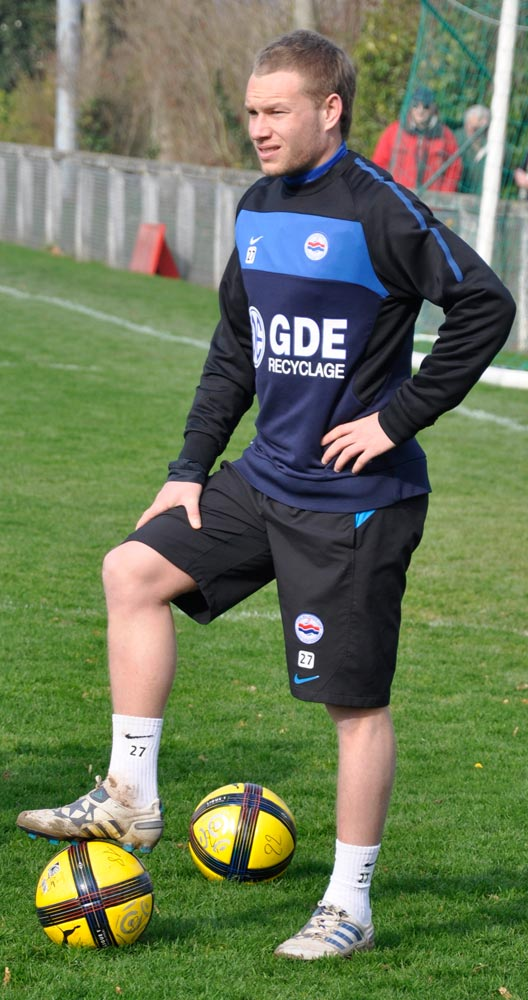
Thibault Moulin

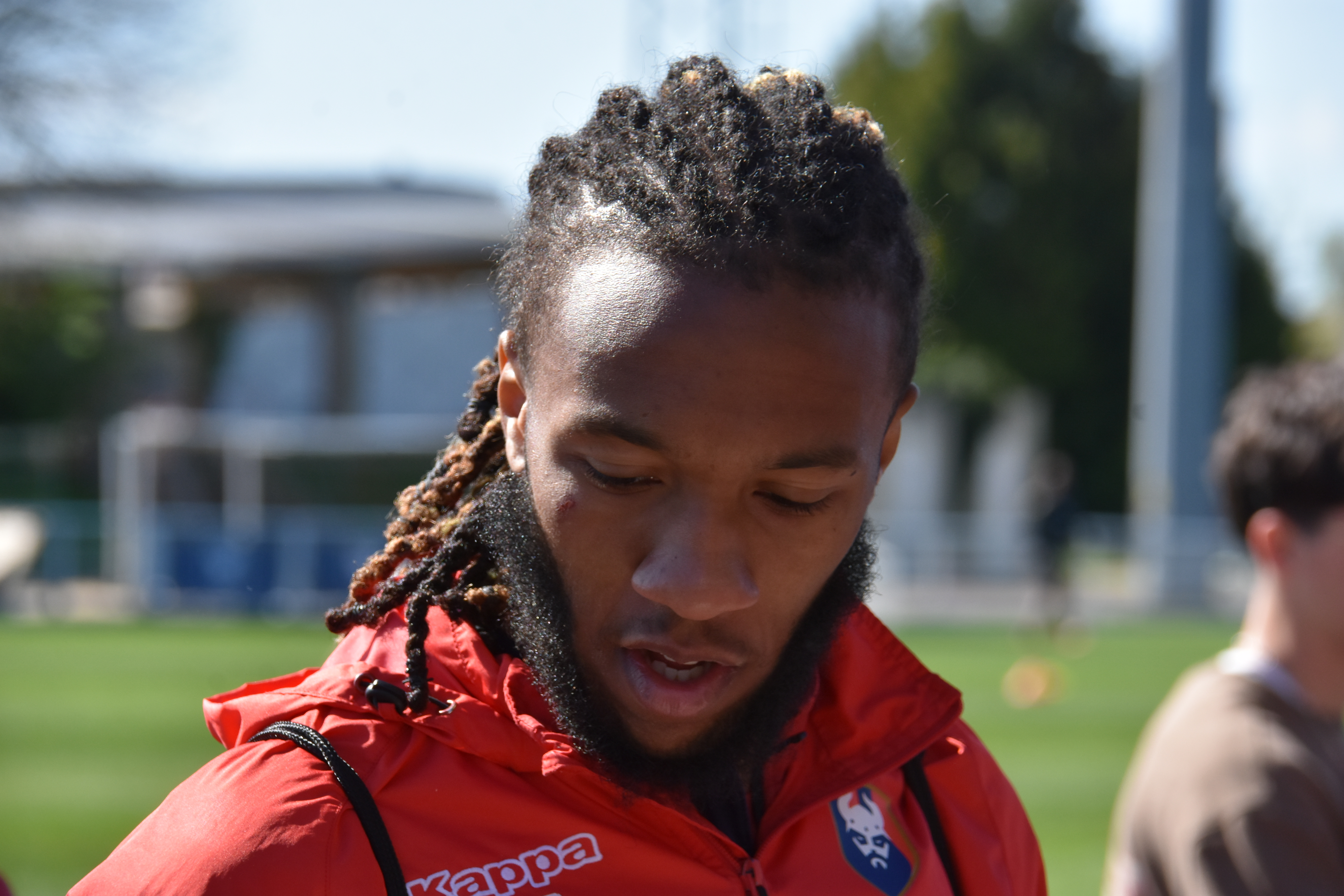
Brahim Traoré

- Raoul Diagne (1er joueur de couleur appelé en Équipe de France)[45]
- Jean-Willy Laurendeau
- Thibault Moulin
- Brahim Traoré

#### Entraîneurs

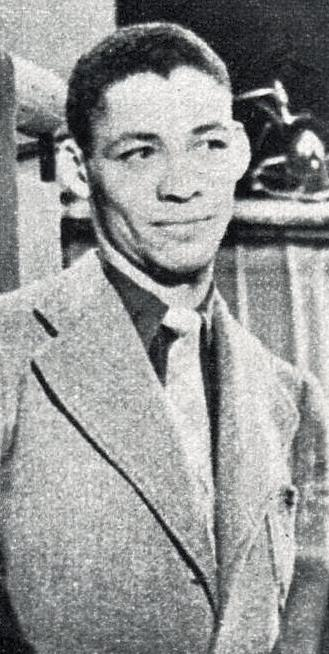
Raoul Diagne

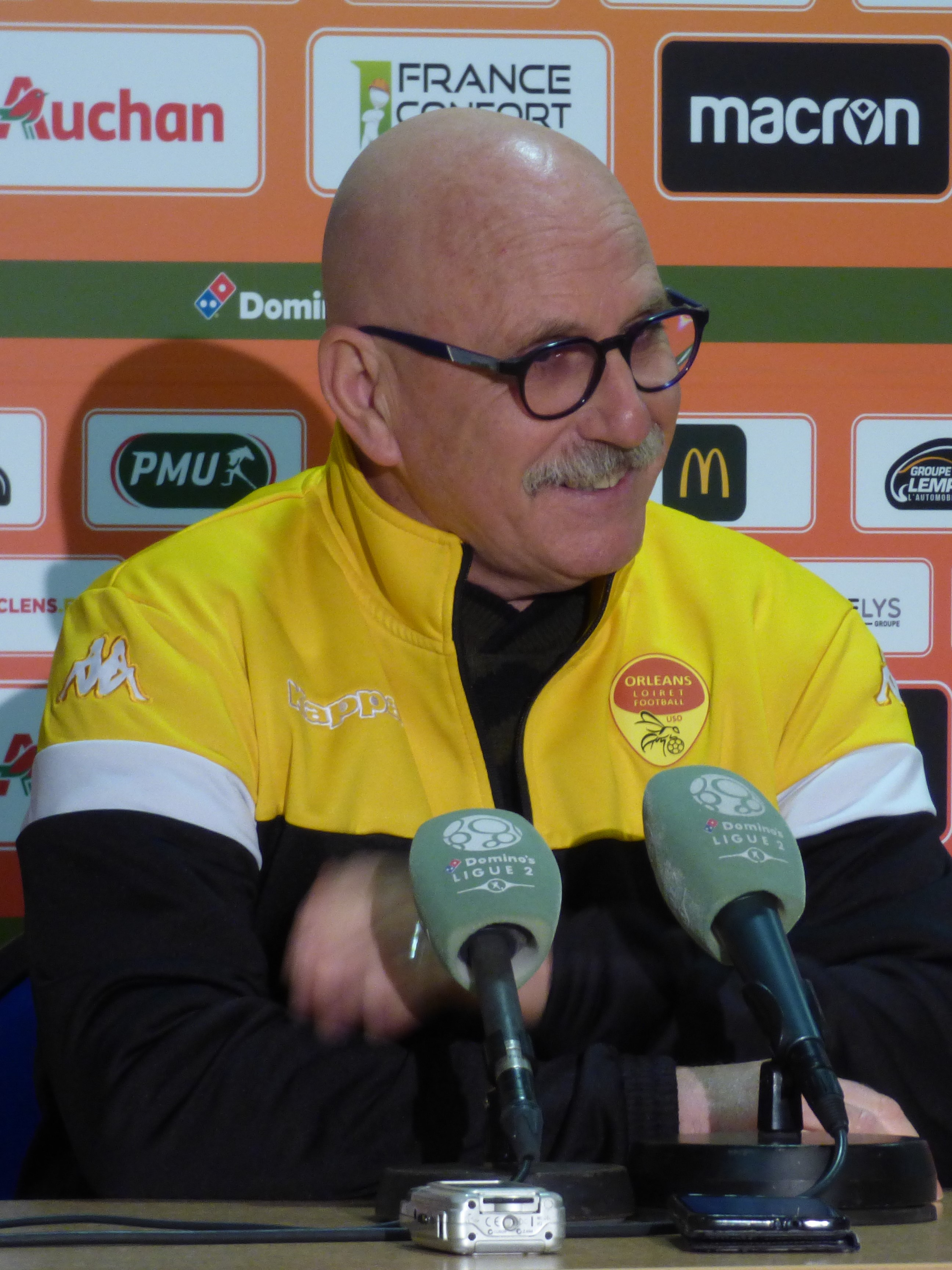
Gilbert Zoonekynd

| Rang | Nom                       | Période   |
| ---- | ------------------------- | --------- |
| °    | - - -                     | - - -     |
| °    | Raoul Diagne              | 1953-1961 |
| °    | Jacques Gautier           | ... - ... |
| °    | Alain Jublan              | ... - ... |
| °    | Étienne Plessis           | 1984-1990 |
| °    | Gilbert Zoonekynd         | 1990-1992 |
| °    | Philippe Fourrier         | 1992-2002 |
| °    | Stéphane Thomas           | 2002-2003 |
| °    | Deen Touré                | 2003-2011 |
| °    | Thierry Moreau            | 2011-2013 |
| °    | Mickael Derouet           | 2013-2016 |
| °    | Mickael Fouanon (intérim) | 2016      |
| °    | Antoine Husson            | 2016-2020 |
| °    | Tony Rouillon             | 2020-2025 |

| Rang | Nom                | Période                |
| ---- | ------------------ | ---------------------- |
| 1    | Ludovic Poisson    | 2003-2015 et 2018-2019 |
| 2    | Maxime Hébert      | 2015-2016              |
| 3    | Tony Campion       | 2016-2017              |
| 4    | Michael Wentzinger | 2017-2018              |
| 5    | Morgan Sergent     | 2019                   |
| 6    | Julien Quilgars    | 2020-2021              |
| 7    | Antoine Giner      | 2021-2024              |

## Infrastructures
Le stade du Hazé comprend 3 501 places dont 701 assises couvertes, 800 non couvertes pour le terrain d'honneur et 2 000 debout en pourtour.

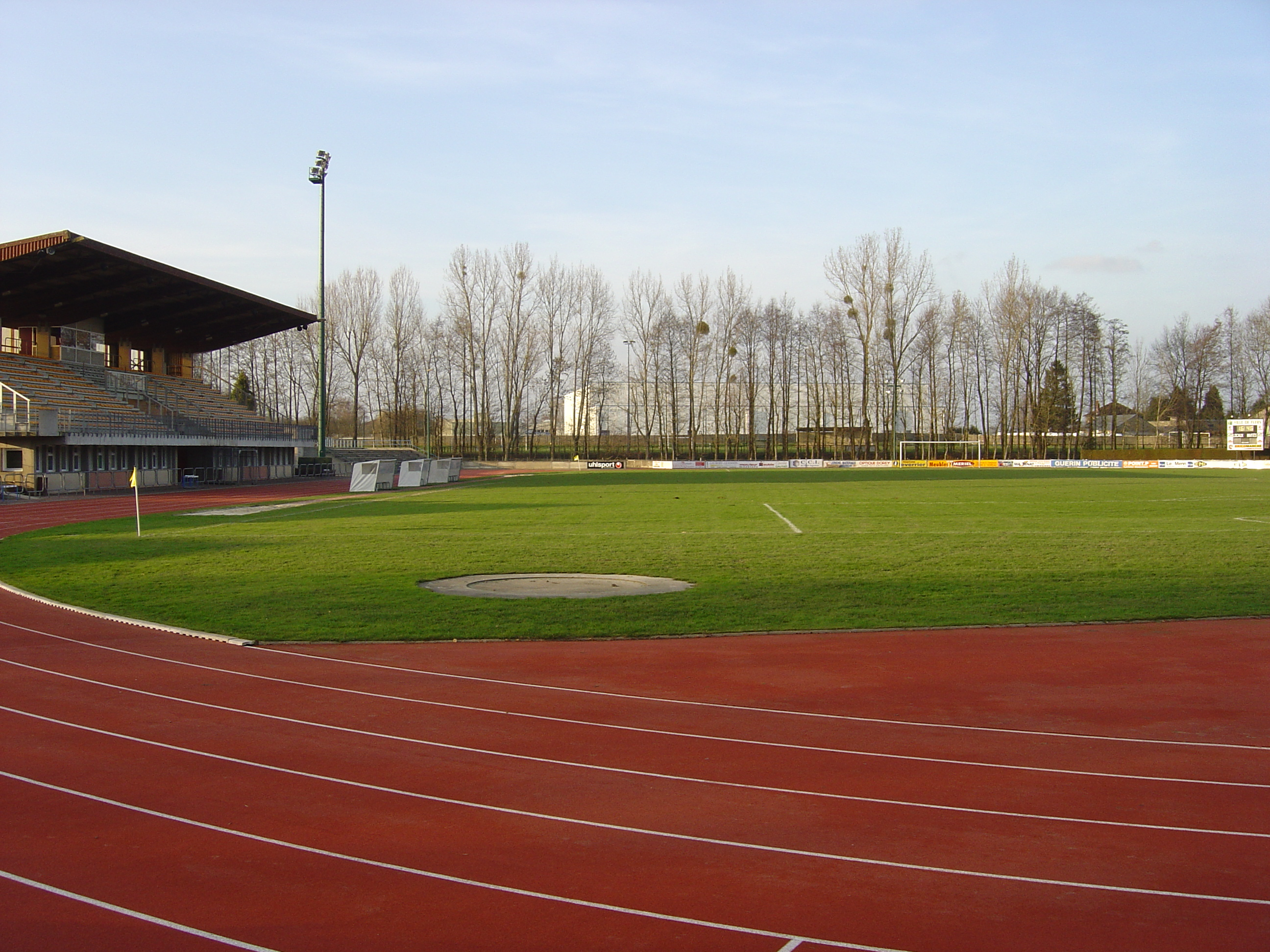
Terrain d'honneur du stade du Hazé

En dehors du terrain d'honneur, le complexe du stade du Hazé comprend :

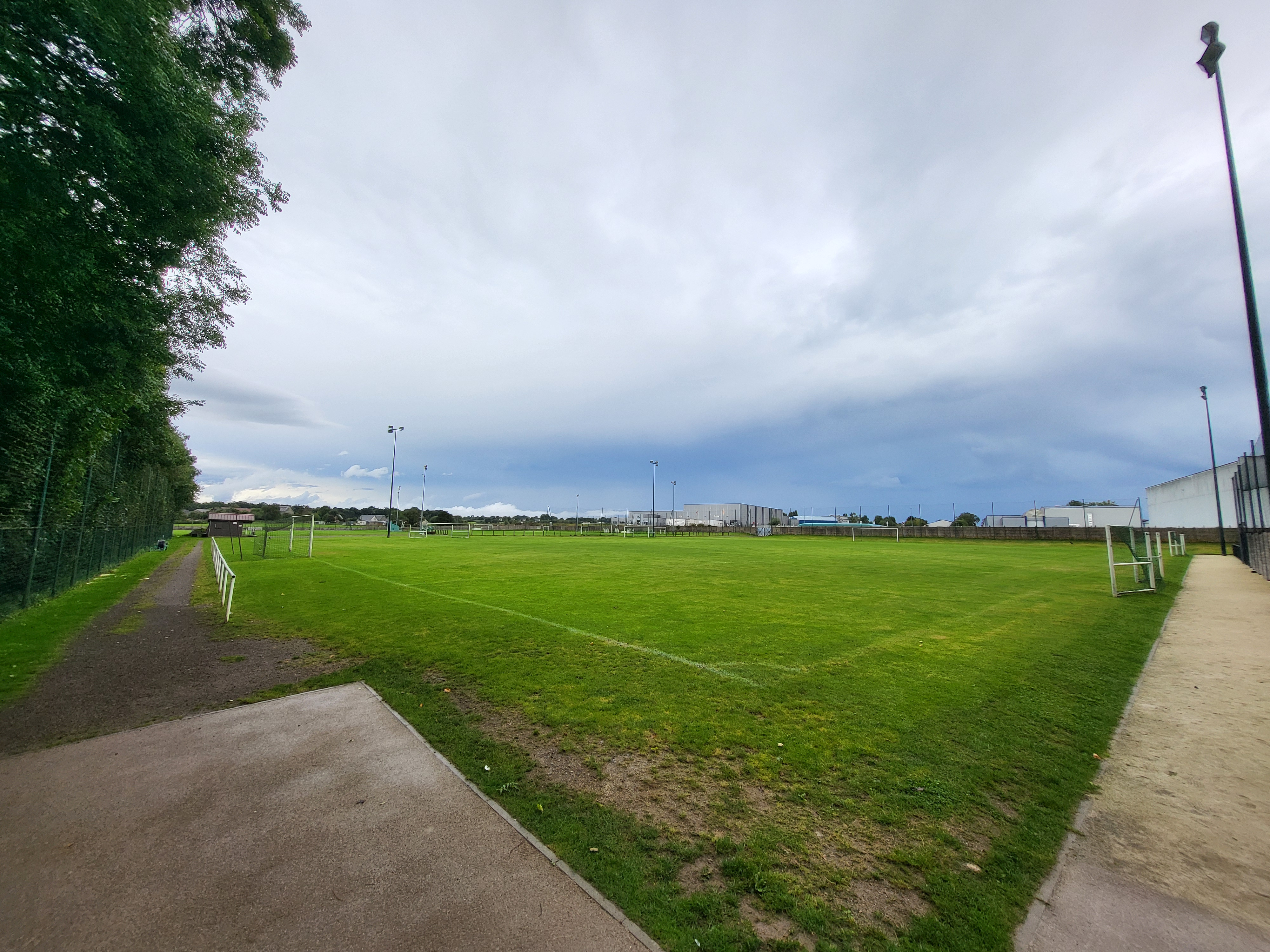
Terrains d'entraînements

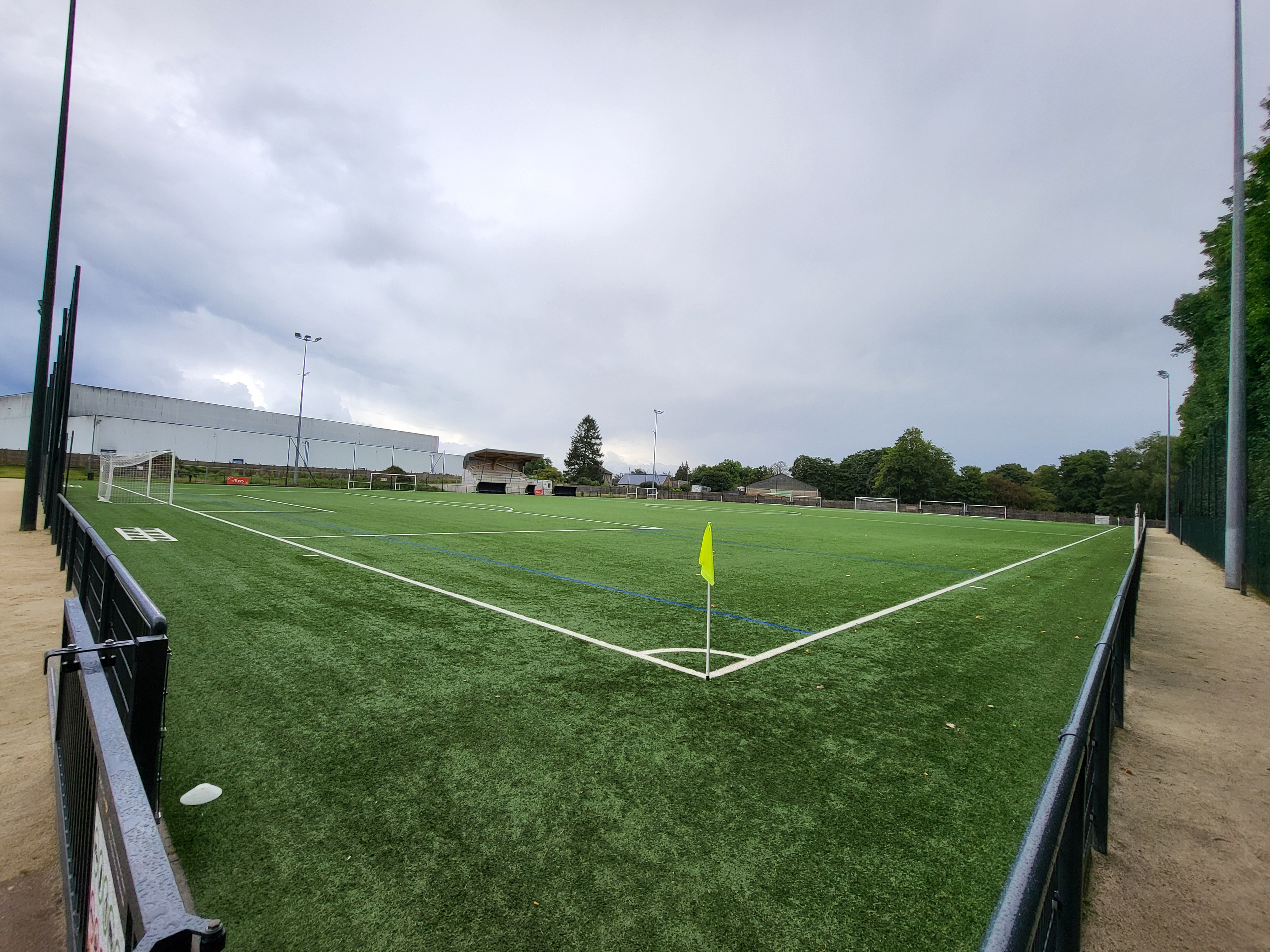
Terrain synthétique

- trois terrains de football à 11, dont un synthétique, avec une tribune couverte d'environ 100 places [47],[48].
- deux terrains à 8
- deux terrains U7
- un mini-terrain
- un terrain stabilisé
- deux terrain de foot à 5 en gazon synthétique[49],[50].

Tous sont équipés de l'éclairage.
- une salle de musculation
- une enceinte convivialité : " Espace Alain Jublan "[51].
- trois parkings

Le club dispose également de :
- un terrain à 11 (situé au stade du Hariel)

## Bilans et Palmarès

### Séniors hommes

#### Palmarès
| DH-Basse-Normandie                            |
| Vice-Champion : 1988                          |
| DHR-Basse-Normandie (1 Titre)                 |
| Champion : 1985                               |
| PH-Normandie (2 Titres)                       |
| Champion : 1946, 1974                         |
| Vice-Champion : 1957, 1959, 1960, 1961, 1970  |
| 1re Division de District Normandie (2 Titres) |
| Champion : 1939, 1955                         |
| Championnat de Basse-Normandie                |
| Finaliste : 1943                              |
| Coupe de Basse-Normandie (2 Titres)           |
| Vainqueur : 1985, 1987                        |
| Finaliste : 1988                              |

| Régional 1 (1 Titre)               |
| Champion : 2023                    |
| DH-Basse-Normandie (3 Titres)      |
| Champion : 1994, 1997, 2011        |
| Vice-Champion : 1990, 2008         |
| Coupe de Basse-Normandie (1 Titre) |
| Vainqueur : 2008                   |
| Finaliste : 1996, 2015             |
| Coupe de l'Orne futsal (1 Titre)   |
| Vainqueur : 2019                   |

#### Bilan sportif

##### Bilans en championnat
| Championnats          | Saisons | Titres | J   | G  | N  | P  | Bp  | Bc  | Diff |
| --------------------- | ------- | ------ | --- | -- | -- | -- | --- | --- | ---- |
| DH-Normandie          | 9       | 0      | 160 | 43 | 49 | 68 | 188 | 282 | -94  |
| DH-Basse-Normandie    | 5       | 0      | 110 | 47 | 24 | 39 | 153 | 142 | +11  |
| DHR-Normandie         | 4       | 0      | -   | -  | -  | -  | -   | -   | -    |
| DHR-Basse-Normandie   | 4       | 1      | -   | -  | -  | -  | -   | -   | -    |
| PH-Normandie          | 21      | 2      | -   | -  | -  | -  | -   | -   | -    |
| 1reDivision-Normandie | 2       | 1      | -   | -  | -  | -  | -   | -   | -    |

| Championnats                     | Saisons      | Titres   | J    | G     | N   | P       | Bp  | Bc          | Diff         |
| -------------------------------- | ------------ | -------- | ---- | ----- | --- | ------- | --- | ----------- | ------------ |
| National 3                       | 3            | 0        | 78   | 21    | 23  | 34      | 93  | 140         | -47          |
| CFA2                             | 7            | 0        | 210  | 71    | 57  | 82      | 277 | 297         | -20          |
| Régional 1                       | 4            | 1        | 92   | 51    | 18  | 23      | 171 | 98          | +73          |
| Régional 1 2019-2020 & 2020-2021 | Compétitions | stoppées | pour | cause | de  | maladie | à   | coronavirus | « COVID-19 » |
| DH-Basse-Normandie               | 20           | 3        | 498  | 219   | 149 | 130     | 805 | 546         | +259         |

### Séniors féminines

#### Palmarès
| Championnat interrégional féminin (CIR)   |
| Vice-Champion : 2014 (Groupe F)           |
| DH-Basse-Normandie (2 Titres)             |
| Champion : 2012, 2014                     |
| Vice-Champion : 2011, 2013                |
| Régional 2 (1 Titre)                      |
| Champion : 2023                           |
| Coupe de Normandie futsal (1 Titre)       |
| Vainqueur : 2018                          |
| Coupe de Basse-Normandie futsal (1 Titre) |
| Vainqueur : 2016                          |
| Coupe de l'Orne futsal (1 Titre)          |
| Vainqueur : 2018                          |
| Coupe de l'Orne (4 Titres)                |
| Vainqueur : 2015, 2016, 2018, 2019        |
| Finaliste : 2017                          |

#### Bilan sportif

##### Bilans en championnat
| Championnats                              | Saisons      | Titres   | J    | G     | N  | P       | Bp  | Bc          | Diff         |
| ----------------------------------------- | ------------ | -------- | ---- | ----- | -- | ------- | --- | ----------- | ------------ |
| Championnat interrégional féminin (CIR)   | 3            | 0        | 18   | 2     | 3  | 13      | 22  | 51          | -29          |
| Régional 1 féminine                       | 4            | 0        | 90   | 29    | 10 | 51      | 164 | 256         | -92          |
| Régional 1 féminine 2019-2020 & 2020-2021 | Compétitions | stoppées | pour | cause | de | maladie | à   | coronavirus | « COVID-19 » |
| Championnat Interligue Maine-Normand      | 3            | 0        | 52   | 32    | 8  | 12      | 163 | 66          | +97          |
| DH Basse-Normandie féminine               | 4            | 2        | 38   | 26    | 7  | 5       | 174 | 38          | +136         |
| Régional 2 féminine                       | 1            | 1        | 18   | 16    | 1  | 1       | 97  | 14          | +83          |